# Magyarkeresztúr
Magyarkeresztúr – wieś i gmina w północno-zachodniej części Węgier, w pobliżu miasta Csorna.
Miejscowość leży na obszarze Małej Niziny Węgierskiej, kilkanaście kilometrów od granic słowackiej i austriackiej. Administracyjnie należy do powiatu Csorna, wchodzącego w skład komitatu Győr-Moson-Sopron.
Gmina Magyarkeresztúr liczy 447 mieszkańców (2009) i zajmuje obszar 16,74 km².